# Gert Oswald
Gert Oswald (* 1944 in Dresden; † 1996) war ein deutscher freischaffender Restaurator in der Denkmalpflege und Heraldiker.

## Leben
Gert Oswald war schon als Jugendlicher an Geschichte interessiert und hielt sich deshalb oft im Jugendclub des Dresdner Historischen Museums auf. In einem Privatstudium erwarb er sich Kenntnisse und Fertigkeiten in der künstlerischen Plastik- und Metallgestaltung und eignete sich als Autodidakt umfassende Kenntnisse auf den Gebieten der Wappen- und Ordenskunde an.
Im Jahr 1984 veröffentlichte er die Erstauflage seines Lexikons der Heraldik, das 22 Jahre nach der Erstausgabe und zehn Jahre nach dem Tod des Herausgebers unverändert wieder aufgelegt wurde.

## Schriften
- Lexikon der Heraldik. VEB Bibliographisches Institut, Leipzig 1984, ISBN 3-411-02149-7.
- Lexikon der Heraldik. Bibliographisches Institut, Mannheim/Wien/Zürich/Leipzig; 2. unveränderte Aufl. mit dem Untertitel Von Apfelkreuz bis Zwillingsbalken, Battenberg, Regenstauf 2006, ISBN 3-86646-010-4; 3. Aufl. 2011, ISBN 978-3-86646-077-5.